# Duże oczy
Duże oczy – singel polskiego piosenkarza Smolastego z jego czwartego albumu studyjnego, zatytułowanego Almost Goat. Singel został wydany 5 sierpnia 2021.
Kompozycja znalazła się na 18. miejscu listy OLiA, najczęściej odtwarzanych utworów w polskich rozgłośniach radiowych. Nagranie otrzymało w Polsce status potrójnie diamentowego singla, przekraczając liczbę 750 tysięcy sprzedanych kopii.

## Geneza utworu i historia wydania
Piosenka została napisana i skomponowana przez Mikołaja Trybulca, Mikołaja Vargasa, Norberta Smolińskiego i Szymona Frackowiaka.
Singel ukazał się w formacie digital download 5 sierpnia 2021 w Polsce za pośrednictwem wytwórni płytowej Warner Music Poland. Kompozycja została umieszczona na czwartym albumie studyjnym Smolastego – Almost Goat.
26 maja 2023 singel został zaprezentowany telewidzom stacji Polsat podczas Polsat SuperHit Festiwal 2023. 31 grudnia 2024 wystąpił z piosenką podczas Sylwestrowej Mocy Przebojów organizowanej w Toruniu i emitowanej na antenie stacji Polsat.

## „Duże oczy” w stacjach radiowych
Nagranie było notowane na 18. miejscu w zestawieniu OLiA, najczęściej odtwarzanych utworów w polskich rozgłośniach radiowych.

## Teledysk
Do utworu powstał teledysk, który udostępniono w dniu premiery singla za pośrednictwem serwisu YouTube.

## Pozycje na listach sprzedaży
| Kraj   | Lista                    | Najwyższa pozycja |
| ------ | ------------------------ | ----------------- |
| Polska | OLiS – single w streamie | 45                |

## Pozycje na listach airplay
| Kraj   | Lista                          | Najwyższa pozycja |
| ------ | ------------------------------ | ----------------- |
| Polska | OLiS – oficjalna lista airplay | 18                |
| Polska | AirPlay – Nowości              | 3                 |
| Polska | AirPlay – TV                   | 4                 |

## Certyfikaty
| Kraj          | Certyfikat          | Sprzedaż |
| ------------- | ------------------- | -------- |
| Polska (ZPAV) | 3x diamentowa płyta | 750 000+ |